# (594) Mireille
(594) Mireille ist ein Asteroid des Hauptgürtels, der am 27. März 1906 von Max Wolf entdeckt wurde.
Der Asteroid wurde benannt nach einer poetischen Dichtung des Franzosen Frédéric Mistral, die auch Charles Gounod zur Schaffung der gleichnamigen Oper inspirierte.